# Вікторіо Унамуно
Вікторіо Унамуно Ібарсабаль (ісп. Victorio Unamuno Ibarzabal; 21 травня 1909, Бергара — 20 травня 1988, Дуранго) — іспанський футболіст, що грав на позиції нападника, флангового півзахисника.
Виступав, зокрема, за клуби «Атлетік» та «Реал Бетіс».
Триразовий чемпіон Іспанії. Чотириразовий володар Кубка Іспанії з футболу.

## Ігрова кар'єра
У дорослому футболі дебютував 1927 року виступами за команду клубу «Алавес», в якій провів один сезон.
Своєю грою за цю команду привернув увагу представників тренерського штабу клубу «Атлетік», до складу якого приєднався 1928 року. Відіграв за клуб з Більбао наступні п'ять сезонів своєї ігрової кар'єри. У складі «Атлетіка» був одним з головних бомбардирів команди, маючи середню результативність на рівні 0,91 голу за гру першості. За цей час двічі виборював титул чемпіона Іспанії.
1933 року уклав контракт з клубом «Реал Бетіс», у складі якого провів наступні три роки своєї кар'єри гравця. У новому клубі був серед найкращих голеадорів, відзначаючись забитим голом в середньому щонайменше у кожній другій грі чемпіонату.
1939 року повернувся до клубу «Атлетік», за який відіграв ще 3 сезони. Знову продовжував регулярно забивати, в середньому 0,84 рази за кожен матч чемпіонату. Завершив професійну кар'єру футболіста виступами за «Атлетік» у 1942 році

## Титули і досягнення

### Командні
- Чемпіон Іспанії (3):

«Атлетік»: 1929–30, 1930–31
«Реал Бетіс»: 1934–35
- Володар Кубка Іспанії з футболу (4):

«Атлетік»: 1930, 1931, 1932, 1933

### Особисті
- Найкращий бомбардир іспанської Прімери (1):

1939–40